# Dreams in Colour
Dreams in Colour es el tercer álbum realizado por el cantante pop rock portugués David Fonseca. Se lanzó en Portugal el 8 de octubre de 2007.  Previamente fue lanzado, el sencillo Superstars.
El segundo sencillo fue Rocket Man (I think it’s going to be a long, long time), una versión de Elton John. El vídeo se lanzó el 17 de noviembre.
El tercer sencillo es "Kiss Oh Kiss Me" y ha tenido considerable difusión en las emisoras de radio portuguesas.
Se realizó también una edición especial y limitada (que incluía un digipack con librillo de 24 páginas con una reproducción de polaroids exclusivas tomadas por David Fonseca y un DVD extra David Fonseca Dreams In Loop Live).
A penas al mes de ventas, el álbum alcanzó las 10 000 copias vendidas (disco de oro).

## Creación del álbum
David estuvo informando a sus fanes a través de su blog oficial en una web portuguesa sapo.pt, de la evolución del disco, dando pequeñas pinceladas sobre el sonido del mismo, realizando para ello 6 'websodios' dirigidos por él mismo, mostrando de nuevo su alto nivel creativo.

## Temas
1. "Intro"
2. "4th Chance"
3. "Kiss Me, Oh Kiss Me"
4. Rocket man (1) (I think it’s going to be a long, long time)"
5. "Silent void"
6. "This wind, temptation"
7. "I see the world through you"
8. "Superstars"
9. "This Raging Light"
10. "Feet on stones"
11. "Dreams in colour"

(1) Música de Elton John y Bernie Taupin, 2º single lanzado de "Dreams In Colour". 